# Deudorix stubbsi
Deudorix stubbsi är en fjärilsart som beskrevs av John Nevill Eliot 1960. Deudorix stubbsi ingår i släktet Deudorix och familjen juvelvingar. Inga underarter finns listade i Catalogue of Life.